# النموذج الشمسي القياسي

عمر النجم الإفتراضي يدل على كتلة النجم

النموذج الشمسي القياسي (بالإنجليزية: Standard solar model)‏ هو تعامل رياضي مع الشمس ككرة كروية من الغاز (في حالات متفاوتة من التأين، مع الهيدروجين في العمق الداخلي حيث تكون البلازما متأينة تماما). هذا النموذج، من الناحية الفنية عبارة عن نموذج تماثل دائري شبه ثابت للنجم، له بنية نجمية تصفها العديد من المعادلات التفاضلية المستمدة من المبادئ المادية الأساسية. وهذا النموذج مقيد بقيم حدية، وهي درجة الإضاءة، ونصف القطر، والعمر، وتكوين الشمس، المحددة بشكل جيد لذلك يستخدم النموذج الشمسي القياسي لتحليل وحساب التطور النجمي.ويتم معايرة جميع الحسابات التطورية النجمية تقريبا بواسطة النموذج الشمسي القياسي.
أن حساب عمر الشمس لايمكن أن يتم بشكل مباشر. وإحدى الوسائل لتقدير ذلك العمر هي معرفة عمر أقدم النيازك، ونماذج تطور النظام الشمسي. يتكون الغلاف الجوي الشمسي الحالي، من كتلة، تتألف من 74.9٪ من الهيدروجين و 23.8٪ من الهيليوم. وتشكل جميع العناصر الأثقل، التي تسمى في علم الفلك المعدنية، أقل من 2 في المائة من هذة الكتلة.
في الواقع، الطريقة الوحيدة لتحديد المعلمات الحرة للنموذج التطور النجمي، (وفرة الهليوم ونموذج خلط الطول) (المستخدمة لنموذج الحمل الحراري الشمسي)، هي لضبط النموذج الشمسي القياسي لكي «يناسب» الشمس المرصودة.

## النماذج الشمسية القياسية
توفر النماذج الشمسية القياسية إطارا مرجعيا عبر عدد من مجالات البحث: النماذج الشمسية والنجمية، النيوترونات الشمسية، وفيزياء الجسيمات هي الأكثر وضوحا فيما بينها. وقد تم الطعن في دقة الوصف المادي للخصائص الشاملة للشمس التي توفرها النماذج الشمسية القياسية في العقد الماضي من خلال عدد من التطورات في التقنيات الطيفية النجمية.وتم تطوير جيل جديد من النماذج الشمسية القياسية تتضمن التحديثات الأخيرة على بعض معدلات التفاعل النووي الهامة ومعالجة أكثر اتساقا لمعادلة الحالة.

### الغرض من النموذج الشمسي القياسي
يوفر النموذج الشمسي القياسي تقديرات معيارية لوفرة الهليوم ومزج الطول عن طريق إجبار النموذج النجمي على الحصول على اللمعان ونصف القطر الصحيح في عمر الشمس، ويوفر وسيلة لتقييم نماذج أكثر تعقيدا مع فيزياء إضافية، مثل الدوران، المجالات المغناطيسية.
ومثل النموذج القياسي لفيزياء الجسيمات ونموذج علم الكون الفيزيائي يتغير النموذج الشمسي القياسي مع مرور الوقت استجابة للاكتشافات الفيزيائية النظرية أو التجريبية الجديدة ذات الصلة.

## معايرة النموذج الشمسي
يعتبر عمر النجم صفر (نجم أولي) عند افتراض أن له تركيبة متجانسة وأن يكون قد بداء يستمد معظم لمعانه من التفاعلات النووية (وبالتالي إهمال فترة الانكماش من سحابة الغاز والغبار). للحصول على نموذج شمسي قياسي، فإن كتلة شمسية واحدة، لنموذج نجمي لعمر الصفر يستنبط عدديا إلى عمر الشمس. وتقدر وفرة العناصر في النموذج الشمسي للعمر صفر من النيازك البدائية. مع هذه المعلومات، يتم عمل تخمين معقول للمعان العمر-صفر (مثل لمعان الشمس في الوقت الحاضر) ثم يتم تحويله عن طريق عملية تكرارية في القيمة الصحيحة للنموذج، ودرجة الحرارة والضغط والكثافة تحسب من خلال حل معادلات البنية النجمية عدديا على افتراض أن حالة النجم مستقرة.

## تطور الشمس
التفاعلات النووية في قلب الشمس تغير تكوينها، من خلال تحويل نوى الهيدروجين إلى نوى هيليوم بواسطة رد فعل التفاعل المتسلسل البروتوني ودورة كربون-نيتروجين-أكسجين (بدرجة أقل في الشمس من النجوم الأكثر ضخامة). وهذا يزيد من الوزن الجزيئي المتوسط في قلب الشمس، والذي ينبغي أن يؤدي إلى انخفاض في الضغط لكن هذا لا يحدث بدلا من ذلك تتقلص النواة. من خلال نظرية فيريال نصف طاقة الوضع الجاذبة الصادرة عن هذا الانكماش تذهب لرفع درجة حرارة النواة، والنصف الآخر يشع بعيدا. ومن خلال قانون الغاز المثالي هذه الزيادة في درجة الحرارة تزيد من الضغط وتعيد توازن التوازن الهيدروستاتيكي. ويزداد سطوع الشمس من ارتفاع درجة الحرارة، مما يزيد من معدل التفاعلات النووية. وتتوسع الطبقات الخارجية للتعويض عن التدرج المتزايد في درجة الحرارة والضغط، وبالتالي فإن نصف قطر الشمس يتعاظم أيضا.
بكل معنى الكلمة ليس هناك نجم ثابت، ولكن النجوم تبقى في التسلسل الرئيسي للنجوم (حرق الهيدروجين في النواة) لفترات طويلة. في حالة الشمس، فقد كانت على التسلسل الرئيسي لحوالي 4.6 مليار سنة، وسوف تصبح عملاقا أحمر بعد حوالي 6.5 مليار سنة

## النمذجة العددية لمعادلات بنية النجم
المعادلات التفاضلية للهيكل النجمي، مثل معادلة التوازن الهيدروستاتيكي، تدمج عدديا. وتقرب المعادلات التفاضلية باستخدام معادلات علاقة الاستدعاء الذاتي. يوصف النجم بأعتبارة يتكون من أغلفة متماثلة كرويا وينفذ التكامل العددي في خطوات محددة باستخدام معادلات الحالة، لتنتج علاقات للضغط، والعتامة ومعدل توليد الطاقة من حيث الكثافة ودرجة الحرارة والتكوين.